# دوبرومیر دیمیتروف
دوبرومیر دیمیتروف (بلغاری: Добромир Димитров؛ زادهٔ ۷ ژوئیهٔ ۱۹۹۱) بازیکن والیبال اهل بلغارستان عضو تیم ملی بلغارستان است.
از باشگاه‌هایی که در آن بازی کرده‌است می‌توان به باشگاه والیبال اومبریا اشاره کرد.